# Dépôt des Perses
Le « dépôt des Perses », souvent appelé par son équivalent allemand Perserschutt, désigne les vestiges de sculptures et d'éléments architecturaux brisés ou endommagés par l'armée perse de Xerxès Ier sur l'acropole d'Athènes en 480 av. J.-C., lors de la seconde guerre médique et mis au jour à la fin du XIXe siècle sur la terrasse est de l'Acropole et dans la zone comprise entre le Parthénon et l'Érechthéion.
Les premières fouilles sur l'Acropole, en 1852 et 1853, sont réalisées par l'archéologue français Charles Ernest Beulé : il fait dégager la porte de l’Acropole, les murs, les tours et l’escalier qui étaient enfouis. Les fouilles qui allaient faire revivre le dépôt des Perses ont été menées en 1885-1890 par l'archéologue Panayiótis Kavvadías et les architectes Wilhelm Dörpfeld et Georg Kawerau. Les détails des fouilles ont été publiés en 1906.

## Histoire

### Destruction des monuments de l'Acropole
Lors de la seconde guerre médique, le roi perse Xerxès Ier entra en Grèce avec une armée de plus de 100 000 hommes. Lors de la première bataille des Thermopyles et de la bataille de l'Artémision qui se déroula simultanément, le roi spartiate Léonidas et sa garde rapprochée de 300 hommes, ainsi que des auxiliaires, tombèrent aux côtés des Grecs lors de la vaine défense du col des Thermopyles, destinée à assurer la retraite de l'armée grecque alliée et la séparation de la flotte grecque de l'ennemi. De nombreux Grecs étaient déjà passés du côté perse. Après la défaite, la Grèce centrale fut ouverte aux Perses, et avec elle Athènes, leur principal ennemi en Grèce avec Sparte. En conséquence, l'Attique et Athènes furent temporairement conquises et pillées par les Perses.
Athènes fut évacuée après la bataille des Thermopyles, et la plupart des Athéniens s'enfuirent sur l'île de Salamine. Pendant ce temps, les Perses occupaient la ville et vengeaient la destruction de leurs propres sanctuaires par les troupes grecques lors de la révolte ionienne, lorsqu'un contingent athénien avait participé à la conquête et au sac de Sardes. Les temples de l'Acropole, en particulier , furent délibérément dévastés, voire entièrement détruits. L'étendue des destructions dans le reste de la ville reste cependant incertaine.

### Reconstruction
Après le retrait perse, les Athéniens qui avaient fui la ville revinrent chez eux après le départ des Perses et retrouvèrent la cité entièrement pillée et incendiée, et la plupart des temples vandalisés ou détruits. Ils ne tentèrent aucune restauration ni réparation des rares vestiges architecturaux et offrandes votives subsistant sur l'Acropole. Au lieu de cela, les objets de culte et les œuvres d'art profanés, propriété de la divinité, furent déposés cérémonieusement dans les épaisses couches de remblai, ce qui permit d'élever la structure superficielle, auparavant irrégulière de l'Acropole à un niveau nettement plus élevé et uniforme pour de nouveaux projets. Ces couches de remblai représentent ce qu'on appelle les dépôts des Perses. De nombreux temples et bâtiments construits ultérieurement furent construits sur ce remblai, à moins que – comme ce fut probablement le cas pour le Parthénon – les fondations des bâtiments précédents n'aient été réutilisées.
Bien que les dégâts se soient concentrés sur l'Acropole, d'autres parties importantes de la ville ont également été touchées. Parmi celles-ci, le Télestérion et de nombreux bâtiments de l'Agora , dont le temple d'Apollon Patroos, la Stoa Basileios et l'ancien Bouleutérion, pour n'en citer que quelques-uns.

## Archéologie

### Fouilles

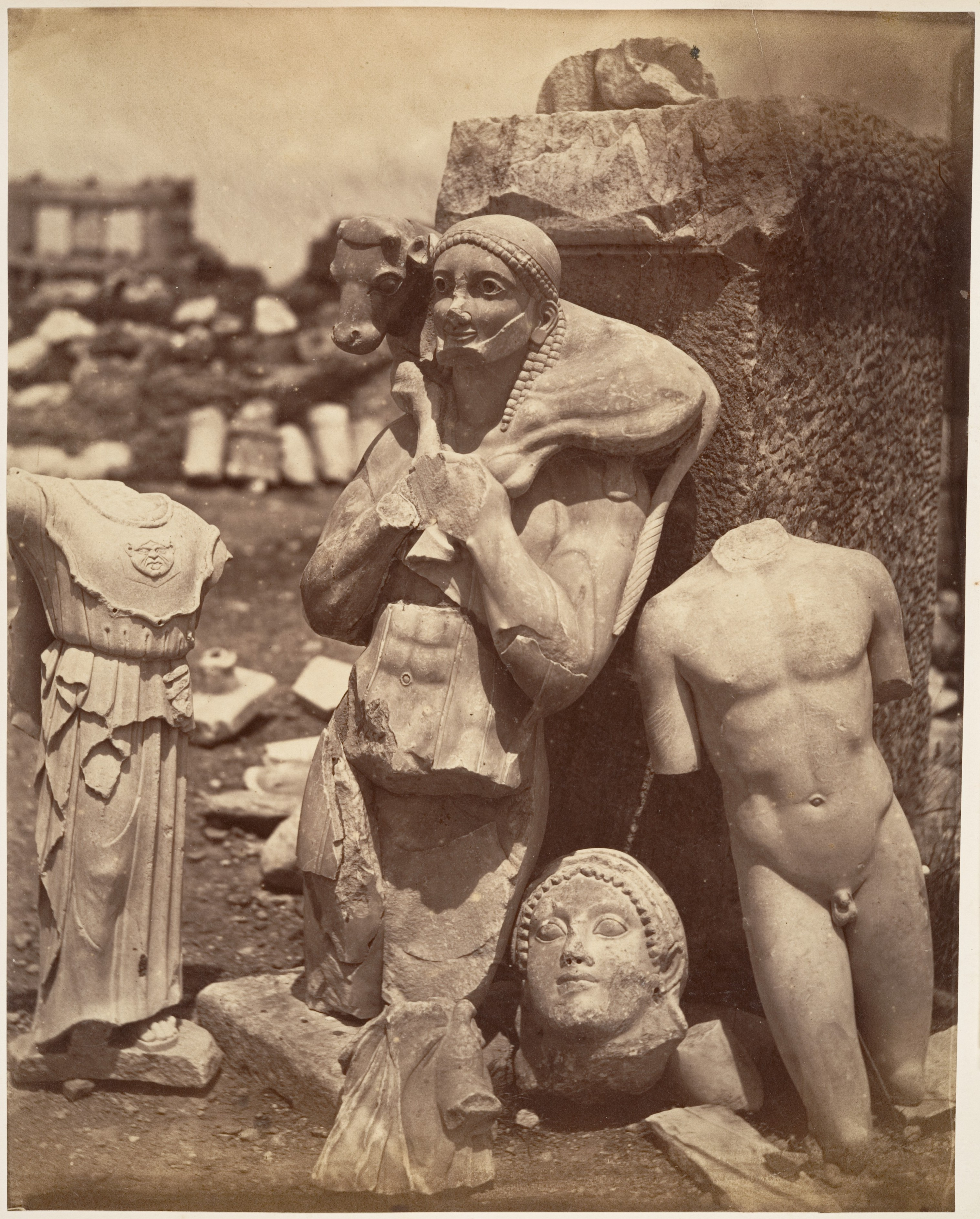
Le Perserschutt, photographié en 1866, juste après la fouille. L'Athéna Angélitos est à gauche, le Moschophore au milieu et l'éphèbe de Critios à droite.

Les premières fouilles archéologiques du « dépôt des Perses » de l'Acropole furent menées entre 1863 et 1866 par l'archéologue français Charles Ernest Beulé. Puis de véritables fouilles profondes furent menées de 1885 à 1890, sous la direction de l'archéologue Panagiotis Kavvadias, assisté des architectes et spécialistes du bâtiment Wilhelm Dörpfeld et Georg Kawerau. Ces fouilles mirent au jour de nombreuses sculptures et fragments. Parmi ces découvertes figuraient des statues de jeunes filles, appelées korè, pluriel korai, jadis déposées sur l'Acropole comme offrandes votives. Les sculptures des frontons de plusieurs temples archaïques, vraisemblablement situés sur l'Acropole, figuraient également parmi les découvertes issues des couches mises au jour. Parmi les découvertes importantes de ces fouilles figurent aussi l'éphèbe de Critios, le Moschophore (« porteur de veau »), et la statue archaïque nommée Athéna Angélitos, qui figure une Athéna en péplos portant l'égide. Les fouilles ont été publiées en 1906.

### Interprétations
Longtemps, les fouilleurs, puis les archéologues, ont cru que les découvertes du dépôt des Perses constituaient des monuments datés avec certitude. Ils estimaient en effet qu'ils devaient avoir été achevés avant 480/479 av. J.-C., époque de la destruction de l'Acropole. Cependant, des investigations ultérieures et un examen critique de la documentation des fouilles ont révélé que celles-ci avaient été, d'une part, menées à la hâte et, d'autre part, insuffisamment documentées. Par la suite, l'inclusion de l'éphèbe de Critios dans la couche de destruction a été remise en question ; question d'ailleurs restée sans réponse, la stratigraphie n'ayant pu être precisée qu'à certains endroits dans les archives. De plus, il est impossible d'évaluer l'origine de tous les matériaux utilisés comme remblais ou terrassements. La destruction a touché toutes les parties de la ville et, rien que sur l'Agora, le temple d'Apollon Patroos, la Stoa Basileios et l'ancien Bouleutérion, entre autres, ont rapidement été remplacés par d'autres bâtiments, et leurs vestiges ont été détruits. Dans le même temps, les chercheurs ont également souligné que les fouilleurs du XIXe siècle étaient conscients de l’importance de leurs découvertes et ont donc documenté leur travail avec tout le  soin possible,.
Les travaux de terrassement de l'Acropole, qui coïncidèrent avec l'agrandissement de la citadelle sous Cimon, ne commencèrent probablement pas avant 468 av. J.-C., après que la bataille de l'Eurymédon eut mis fin à la dernière phase des guerres médiques, lorsque les ressources financières nécessaires à la réalisation d'un projet aussi ambitieux purent être débloquées. D'après les vestiges archéologiques, les travaux semblent s'être prolongés jusqu'aux années 450 av. J.-C. Lorsque la construction du Parthénon débuta en 447 av. J.-C., les travaux de nivellement devaient être achevés. Cette date constitue la datation définitive avant laquelle la totalité des œuvres d'art découvertes dans le dépôt des Perses ont été créées, sans plus d'indications sur la date précise de ces créations.

## Sculptures du dépôt des Perses
| Objet     | Description | Origine et datation                          |
| --------- | --- | -------------------------------------------- |
| 624       | Moschophore Le Moschophore est un kouros de style archaïque portant sur ses épaules un jeune veau destiné au sacrifice. Statue en calcaire, trouvée en 1864 sur l'acropole d'Athènes, brisée par les Perses en 480. Il manque le bas du visage, les mains et le bas des jambes. | Acropole d'Athènes ca. 570 av. J.-C.         |
| 590       | Cavalier Rampin Statue archaïque, fragmentaire, trouvée lors du creusement des fondations de l'ancien musée de l'Acropole. Le torse et les fragments du cheval ont d'abord été trouvés en 1867. Ils sont désormais conservés et exposés au nouveau musée de l'Acropole. Puis ce fut la découverte de la tête, en 1877, acquise par le collectionneur français Georges Rampin, qui en fit don au musée du Louvre, où elle se trouve toujours. | Acropole d'Athènes ca. 550 av. J.-C.         |
| 679       | Korè en péplos Korè archaïque aux formes douces, trouvée en 1886 dans le même dépôt. Traces de polychromie. Hauteur : 1,20 m. Peut-être attribuable au même sculpteur que le cavalier Rampin. Voir aussi : Korai de l'acropole d'Athènes | Acropole d'Athènes ca. 540 / 530 av. J.-C.   |
| 681       | Korè d'Anténor Trouvée en trois fragments en 1882 et 1888. Hauteur : 2,01 m. Il manque le bras droit, une partie de jambes, et le visage est endommagé. La jeune femme porte ses cheveux en boucle, une couronne, un chiton et un himation. Deux inscriptions, sur la base, indiquent que la statue est l'œuvre du sculpteur Anténor et qu'elle a été dédiée par un certain Néarchos.                                                        | Acropole d'Athènes ca. 530 / 520 av. J.-C.   |
| 140       | Athéna Angélitos ou Athéna d'Euènôr Photographie des fouilles de 1866. La déesse porte l'égide et le péplos. Il manque le bras gauche et l'avant-bras droit. La tête n'a jamais été retrouvée. Une inscription indique que la statue a été dédiée à Athéna par Angélitos et sculptée par Euènôr. | Acropole d'Athènes ca. 480 av. J.-C.         |
| 689       | Tête d'éphèbe blond de l'Acropole Fragment d'une statue de jeune homme, du premier classicisme ou style sévère. Les hanches ont également survécu à l'état de fragment. Marbre avec traces de peinture brun jaune dans les cheveux. Hauteur : 25 cm. | Acropole d'Athènes. Vers 490 / 480 av. J.-C. |
| 698       | Éphèbe de Critios Kouros du premier classicisme ou style sévère, trouvé incomplet en 1865, en creusant les fondations de l'ancien musée de l'Acropole. Brisé lui aussi lors du sac de l'Acropole durant la seconde guerre médique, en 480 av. J.-C. Marbre de Paros. Attribué au sculpteur Critios. | Acropole d'Athènes Avant 480 av. J.-C.       |
| 686 - 609 | Coré d'Euthydikos dite « La Boudeuse » Coré de style sévère. Partie haute découverte à l'est du Parthénon en 1882 ; partie basse près de l'Érechthéion en 1886. Marbre de Paros. Inscription sur le socle en Pentélique : « Euthydikos, fils de Thaliarchos, a dédié (cette statue) ». | Acropole d'Athènes ca. 490 / 480 av. J.-C.   |

### Temple archaïque dit «Hécatompédon»
| Objet  | Description | Origine et datation                 |
| ------ | --- | ----------------------------------- |
| 35     | Hécatompédon Fragments du fronton du temple archaïque dit Hécatompédon « temple de cent pieds », situé sur l'acropole d'Athènes, à l'emplacement du Parthénon actuel et démoli en -490, après la victoire de Marathon. À cette place se sont donc succédé trois temples : l'Hécatompédon (avant -490), puis le très éphémère Préparthénon (de -490 à -480, inachevé), enfin le Parthénon. Monstre à triple corps et queue de serpent. Le premier monstre apporte l'eau, le second, le feu et le troisième, l'air. | Acropole d'Athènes ca. -570.        |
| 9 - 55 | Apothéose d'Héraclès Fronton archaïque de petite taille, figurant la réception d'Héraclès par Zeus et Héra. Éléments brisés d'un fronton archaïque, découverts en 1888 à l'est du Parthénon. Ce fronton peut appartenir au premier temple dit « Hécatompédon » ou à un autre bâtiment annexe. Hauteur : 94 cm | Acropole d'Athènes Vers -570 / -550 |